# Олсон, Эрик
Э́рик Тор О́лсон (англ. Eric Thor Olson; род. 24 января 1952, Такома, Вашингтон) — военнослужащий ВС США, адмирал ВМС США в отставке. Бывший начальник ГУ СпН МО США/Главком войск СпН.

## Действительная служба в ВС США

### Курсант военного училища
1972.9. - 1973.7. - курсант Высшего военного училища ВМС (г. Аннаполис, ш. Мэриленд)

### Служба в строевых должностях ВМС США

#### Высшее военное училище ВМС
1972.8. - 1973.10. - пом. начальника училища по адм. вопросам (Высшее военное училище ВМС) (мичман (энсин))

#### Школа младших специалистов (ШМАС) ВМС США
1973.10. - 1974.4. - курсант по ВУС "Подводное минирование" (Школа младших специалистов ВМС (база ВМС Коронадо, Калифорния) (Мичман (энсин))

#### 12-й отряд средств доставки СпН ВМС
1974.4. - 1976.12. - пом. нач. штаба отряда СпН (12-й отряд средств доставки СпН) (мичман (энсин)- лейтенант ВМС)

#### 1-й полк СпН ВМС
1976.12. - 1978.7. - ком. РДГ СпН (1-й отряд 1-го полка СпН ВМС) (лейтенант ВМС- капитан-лейтенант)

#### Группа военных наблюдателей при миссии ООН
1978.8. - 1980.1. -  офицер ВС США при миссии ООН в Израиле (группа военных наблюдателей при миссии ООН по наблюдению за выполнением условий перемирия между Израилем и Египтом) (капитан-лейтенант)

#### Школа подготовки личного состава ВМС
1980.2. - 1981.8. -  инструктор школы подготовки личного состава ВМС (отдел подготовки средств доставки СпН ВМС) (капитан-лейтенант)

#### Военный институт иностранных языков ВС США
1981.2. - 1983.4. -  курсант Военного института иностранных языков ВС США (капитан-лейтенант-капитан 3-го ранга)

#### 1-й отряд средств доставки СпН ВМС
1983.5. - 1984.12. - зам. командира отряда СпН (1-й отряд средств доставки СпН ВМС) (капитан 3-го ранга)

#### Курсы усовершенствования офицерского состава ВМС
1984.12. - 1985.12. - курсант курсов усовершенствования офицерского состава ВМС (капитан 3-го ранга)

#### Военный институт иностранных языков ВС США
1985.12. - 1986.3 - курсант Военного института иностранных языков ВС США (капитан 3-го ранга)

#### ВС Туниса
1986.4. - 1988.6. -  офицер-инструктор СпН ВМС (посольство США в Тунисе, инструктор СпН ВМС при ВС Туниса) (капитан 3-го ранга)

#### Центр боевого применения СпН ВМС
1988.7. - 1989.6. -  начальник кафедры (кафедра тактики СпН ЦБП СпН ВМС) (в/ч "Коронадо", ш. Калифорния)
(капитан 3-го ранга - капитан 2-го ранга)

### Служба в командных должностях ВМС США
1989.7. - 1991.6. -  командир отряда СпН (1-й отряд средств доставки СпН ВМС)  (в/ч "Пёрл-Харбор", Гавайи) (капитан 2-го ранга)
 Отряд принимал участие в операции «Буря в пустыне» 

1991.7. - 1993.8. -  командир катерной флотилии (2-й катерная флотилии СпН) (в/ч "Литл-Крик", ш.Вирджиния) (капитан 2-го ранга)

1993.9. - 1994.7. -  зам. начальника управления (управление специальных операций ГУ СпН) (капитан 2-го ранга - капитан 1-го ранга)

(награждён Серебряной звездой ВС США за участие в боях в Могадишо .) 
После нанесения боевиками потерь подразделениям СпН в черте города и сбития двух транспортных вертолетов СпН MH-60 Black Hawk, Э. Олсон, как старший офицер группировки СпН, лично формировал спасательные группы и организовывал их проводку к местам падения вертолетов)

1994.9. - 1994.7. -  командир отдельного полка (оперативный полк СпН ВМС (оП СпН ВМС)) (капитан 1-го ранга)

1997.8. - 1999.8. -  нач. штаба соединения (оперативный штаб СпН ВМС (в/ч "Форт-Брэгг", ш. С. Каролина)) (капитан 1-го ранга - младший контр-адмирал)

### В военном руководстве СпН
1999.9. - 2002.8. -  начальник управления (управление войск СпН ВМС) (в/ч "Коронадо" (ш. Флорида) (младший контр-адмирал)

2002.9. - 2003.8. -   нач. отдела штаба соединения (оперативный отдел штаба СпН ВМС ,) (контр-адмирал)

2003.9. - 2007.7. -   зам. Главкома рода войск/начальника главного оперативного управления (Главное Управление СпН)  (вице-адмирал)

2007.7. - 2011.8. -  начальник главного оперативного управления/Главком рода войск (ГУ СпН МО США/Главком войск СпН) (адмирал)
Финальным аккордом карьеры Э. Олсона стала спецоперация по уничтожению в 2011 г. лидера  «Аль-Каиды» Усамы бин Ладена. Однако перед его отставкой с поста Главкома войск СпН в том же году произошла авиакатастрофа в провинции Вардак, где огнём ПЗРК с земли был сбит десантный вертолет CH-47 «Чинук» контингента НАТО. На борту вертолета находилась большая группа военнослужащих СпН США, принимавшие участие в спецоперации «Копье Нептуна» (22 чел. из состава оп БТМ СпН ВМС, 5 чел. из состава 160-го оАП СпН и 3 чел. из состава 24-го отдельного батальона авианаводчиков СпН).
Олсон стал первым офицером СпН ВМС получившим чин вице-адмирала, а далее и адмирала в ВМС США. Он также стал первым офицером ВМС на должности Главкома войск СпН. Олсон ушёл в отставку в 2011 г. после 38 лет службы в ВС США.
С 2009 г. являлся военнослужащим СпН ВМС с максимальным на тот момент сроком действительной военной службы (неофициальный титул «лягушка-бык» (bullfrog))..

## Деятельность после отставки
В декабре 2011 г. Олсон стал членом совета директоров телекоммуникационной компании Iridium Communications. С октября 2011 г. входит в состав консультативного совета компании Mission Essential Personnel, ведущего поставщика переводчиков для американских правительства.

## Образование и личная жизнь
Олсон получил в 1985 году степень магистра по вопросам национальной безопасности в школе усовершенствования офицерского состава ВМС в Монтерее (Калифорния), а также учился в Военном институте иностранных языков. Является специалистом по военно-политическим вопросам стран Африки и Ближнего Востока.
Владеет арабским и французским языками.
Олсон познакомился со своей супругой во время службы военным наблюдателем группы ООН в Израиле, а она была сотрудником аппарата ООН. Они женаты уже 30 лет и имеют сына и дочь.

## Порядок чинопроизводства
| Знак | Чин                   | Дата производства |
| ---- | --------------------- | ----------------- |
|      | Адмирал               | 2007. 7. 6        |
|      | Вице-адмирал          | 2003. 9. 2        |
|      | Контр-адмирал         | 2002. 9 .19       |
|      | Младший контр-адмирал | 1999. 7. 29       |
|      | Капитан 1-го ранга    | 1994. 7. 1        |
|      | Капитан 2-го ранга    | 1988. 9. 1        |
|      | Капитан 3-го ранга    | 1982. 8. 1        |
|      | Лейтенант флота       | 1977. 7. 1        |
|      | Лейтенант ВМС         | 1975. 6. 6        |
|      | Энсин                 | 1973. 6. 6        |

## Правительственные награды и личные знаки

### Личные знаки
| Личные знаки | Личные знаки                                             | Личные знаки |
| Знак         | Наименование                                             | Примечания   |
| ------------ | -------------------------------------------------------- | ------------ |
|              | Личный знак члена ОКНШ США                               |              |
|              | Знак классности парашютно-десантных частей ВМС и КМП США |              |
|              | Знак военнослужащего частей СпН ВМС                      |              |

### Правительственные награды США
| Правительственные награды США | Правительственные награды США                                                        | Правительственные награды США                                  | Правительственные награды США |
| Медаль                        | Планка                                                                               | Наименование                                                   | Примечания                    |
| ----------------------------- | ------------------------------------------------------------------------------------ | -------------------------------------------------------------- | ----------------------------- |
|                               | Золотая звезда повторного награждения                                                | Орден «Легион почёта»                                          | С серебряной звездой          |
|                               |                                                                                      | Медаль «За выдающиеся заслуги» (МО США)                        |                               |
|                               |                                                                                      | Медаль «За выдающиеся заслуги» (ВМС)                           |                               |
|                               |                                                                                      | Медаль «Серебряная звезда» (ВС США)                            |                               |
|                               | Бронзовый пучок дубовых листьев                                                      | US Defense Superior Service Medal                              | С бронзовым дубовым листом    |
|                               |                                                                                      | Legion of Merit medal                                          |                               |
|                               | Литера «V»                                                                           | Медаль «Бронзовая звезда» (ВС США)                             | Со знаком участника БД        |
|                               | Бронзовый пучок дубовых листьев                                                      | Медаль «За отличную службу» (МО США)                           | С бронзовым дубовым листом    |
|                               | Бронзовая звезда за службу · Бронзовая звезда за службу                              | Медаль «За отличную службу» (ВС США)                           | С двумя золотыми звездами     |
|                               | Бронзовый пучок дубовых листьев                                                      | Медаль «За хорошую службу» (ВС США)                            | C бронзовым дубовым листом    |
|                               | Бронзовая звезда за службу                                                           | Лента «За службу в ВМС и КМП США»                              | C бронзовой звездой           |
|                               | Бронзовая звезда за службу                                                           | Нашивка участника БД                                           | C золотой звездой             |
|                               | Бронзовая звезда за службу                                                           | Лента «Показательная часть» (ВМС)                              | С бронзовой звездой           |
|                               |                                                                                      | Лента «Часть-отличник» (ВМС)                                   |                               |
|                               | Бронзовая звезда за службу · Бронзовая звезда за службу                              | Медаль «За службу в ВС США»                                    | С двумя бронзовыми звездами   |
|                               |                                                                                      | Медаль «За боевые заслуги» (экспедиционных сил ВС США)         | С бронзовой звездой           |
|                               |                                                                                      | Медаль «За службу во Вьетнаме»                                 | С бронзовой звездой           |
|                               |                                                                                      | Медаль «За участие в операции "Буря в пустыне"»                | C двумя бронзовыми звездами   |
|                               |                                                                                      | Медаль «За участие в КТО» (экспедиционных сил ВС США)          |                               |
|                               |                                                                                      | Медаль "За борьбу с международным терроризмом"                 |                               |
|                               |                                                                                      | Медаль "За службу в ВС США"                                    |                               |
|                               | Бронзовая звезда за службу · Серебряная звезда за службу                             | Нашивка за одну боевую службу (ВМС)                            | С двумя бронзовыми звездами   |
|                               | Бронзовая звезда за службу · Бронзовая звезда за службу · Бронзовая звезда за службу | Нашивка "За заграничную службу" (ВМС)                          | С двумя бронзовыми звездами   |
|                               |                                                                                      | Нашивка «За участие в спецоперации» (Береговая Охрана США)     |                               |
|                               |                                                                                      | Медаль «За отличную стрельбу из автоматической винтовки» (ВМС) |                               |
|                               |                                                                                      | Медаль «За отличную стрельбу из пистолета» (ВМС)               |                               |

### Иностранные награды
| Иностранные награды | Иностранные награды | Иностранные награды                                             | Иностранные награды         |
| Медаль              | Планка              | Наименование                                                    | Примечания                  |
| ------------------- | ------------------- | --------------------------------------------------------------- | --------------------------- |
|                     |                     | Медаль ООН за службу в СООНР                                    |                             |
|                     |                     | Орден Заслуг (Республика Польша)                                | Степень Командора (3-я ст.) |
|                     |                     | Медаль правительства Саудовской Аравии «За освобождение Кувейта |                             |
|                     |                     | Медаль правительства Кувейта «За освобождение Кувейта           |                             |